# カッダロール包囲戦 (1748年)
カッダロール包囲戦（カッダロールほういせん、英語: Siege of Cuddalore）は第一次カーナティック戦争中の1748年6月17日にムガル帝国のカッダロールで行われた戦闘。
イギリス艦隊がマドラスを襲撃するために出港すると、フランスのジョゼフ・フランソワ・デュプレクスはベルトラン＝フランソワ・マエ・ド・ラ・ブルドンネとともにカッダロールへの再攻撃を試みようとした。ヨーロッパ人800人とセポイ1,000人の軍勢を集めると、デュプレクスはポンディシェリーから出発、6月17日朝にバンダポラム（Bandapolam）の山に到着した。デュプレクスはカッダロールを奇襲で攻略しようと考えたため、軍勢を夜まで待機させた。フランス軍進軍の警告を事前に受けたストリンガー・ローレンス大尉（ローレンスは1748年1月にインドに到着、イギリス東インド会社軍の指揮を執るとともに会社のコロマンデル海岸におけるはじめての正規軍大隊を組織した）は400人以下の軍勢でそれを阻止した。彼はまず、駐留軍を城外に出し、大砲をセント・デイヴィッド砦に運び出した。これによりフランス軍はイギリス軍がカッダロールを放棄するつもりだと誤認した。
しかし、ローレンスは夜に駐留軍と大砲をカッダロール城内に戻した。真夜中にフランス軍が攻撃をはじめ、攻城梯子を城壁にかけようとすると、駐留軍のマスケット銃と大砲による激しい攻撃を受けて進軍が停止した。その後、フランス軍が混乱に陥り、大損害を受けてポンディシェリーに退却した。